# الجوش (بعدان)

تعديل مصدري - تعديل

الجوش هي إحدى قرى عزلة العذارب بمديرية بعدان التابعة لمحافظة إب، بلغ تعداد سكانها 101 نسمة حسب تعداد اليمن لعام 2004.